# Evolution (Marine)
Evolution der Marine, auch See-Evolution genannt, bezeichnete in der historischen Seefahrt eine militärtaktische Bewegung von Segelschiffen einer Kriegsflotte unter Wind auf den Feind zu oder von ihm weg.

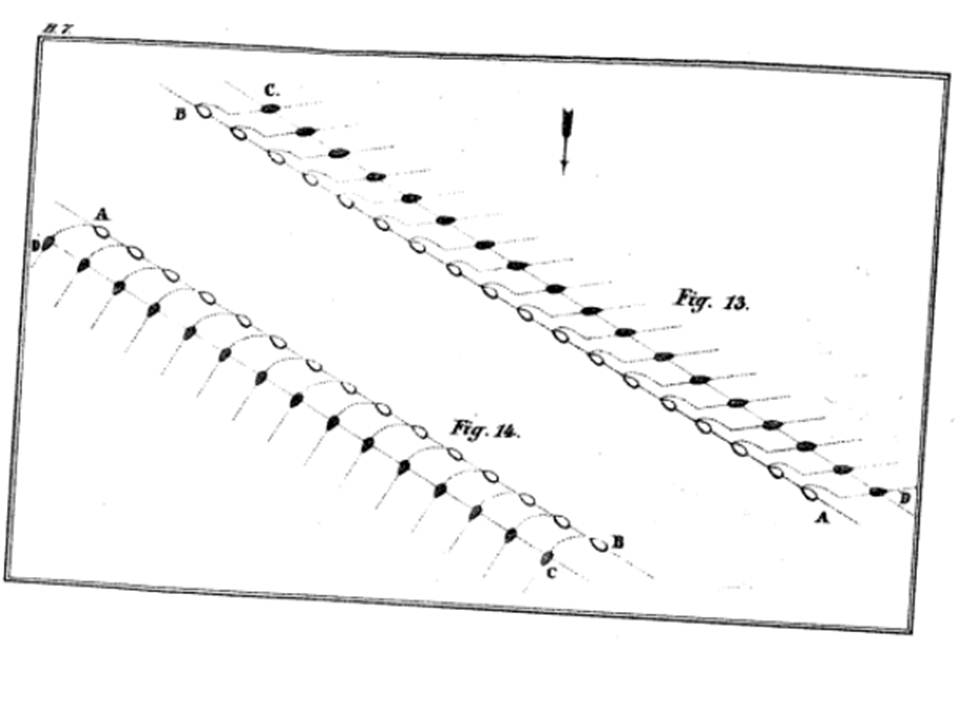
Typische Evolutionen einer Flotte: Figur 13: Flotte zugleich halsen; Figur 14: Die Flotte in Linie mit raumer Schot abhalten

## Genauere Definition
Unter Evolution in der historischen Seefahrt sind alle Bewegungen einer (Kriegs-)Flotte oder einzelner Segelschiffe der eigenen Flotte zusammenzufassen, die zum Aufsuchen des Feindes im Rahmen einer Seeschlacht oder zur Vermeidung einer Seeschlacht oder eines Seegefechtes gesegelt werden.
Eine Evolution wurde dabei meistens aus einer Formation (Marschordnung, Schlachtordnung oder Rückzugsordnung) heraus gesegelt und konnte dabei von allen Schiffen gleichzeitig oder aber von allen Schiffen nacheinander ausgeführt werden. Auch Übergänge von keiner Ordnung zu einer Formation konnte eine Evolution darstellen. In jedem Fall ändert eine Evolution die Position der Schiffe zum Wind.

## Übersicht über Evolutionen der Segelschifffahrt des 18. und 19. Jahrhunderts
Folgende Schiffsbewegungen stellen eine Evolution dar:
- Die Flotte aus der Marschordnung in die Schlachtordnung (Linie) bringen
- Die Flotte in Linie durch den Kontermarsch[6] wenden
- Die Flotte in Linie durch den Kontermarsch halsen
- Die Flotte in Linie zugleich wenden oder halsen
- Die Flotte in Linie mit raumer Schot abhalten[7]
- Die rottenweise segelnde Flotte mit raumender Schot heraus in Linie bringen
- Die rottenweise segelnde Flotte aus achterlichem Wind heraus in Linie bringen
- Die Flotte bei schralendem[8] Wind in Linie bringen
- Die in Linie segelnde Flotte so bewegen, dass aus dem Corps de Bataille die Arrieregarde wird[9]
- Die in Linie segelnde Flotte so bewegen, dass aus dem Corps de Bataille die Avantgarde wird
- Die segelnde Flotte so bewegen, dass diese nach der Evolution in einer Marschordnung von drei Kolonnen weitersegelt
- Die Flotte in der Fünften Marschordnung[10] durch den Kontermarsch wenden
- Die Flotte aus der Marschordnung heraus durch den Kontermarsch halsen
- Die Flotte aus der Marschordnung heraus in drei Kolonnen zugleich wenden
- Die Flotte in der Fünften Marschordnung zugleich halsen
- Herstellung der Marschordnung bei raumem Wind
- Herstellung der Marschordnung bei geschraltem Wind
- Die Linie auf der Luv-Kolonne zur Avantgarde (Vorhut) werden lassen
- Die Linie auf der Mittel-Kolonne zum Corps de Bataille werden lassen
- Die Linie auf der Lee-Kolonne zur Arrieregarde (Nachhut) werden lassen
- Die Flotte ohne Ordnung segelnd in Retirade-Ordnung (Rückzugsordnung) bringen
- Die Flotte aus der Schlachtordnung heraus in Retirade-Ordnung bringen
- Die Flotte aus der Retirade-Ordnung in eine Schlachtlinie bringen
- Eine Flotte zu Anker bringen
- Eine Flotte in eine Konvoibegleitung bringen
- Dem Feind seinen Windvorteil nehmen[11]
- Den Feind durch Schiffsbewegungen zur Schlacht zwingen[12]
- Den Feind durch Schiffsbewegungen zwischen zwei Feuer zwingen[13]
- Den Feind durch Schiffsbewegungen daran hindern, dass eigene Flottenteile zwischen zwei Feuer geraten
- Mit der eigenen Flotte die Linie der feindlichen Flotte durchbrechen
- Den Feind durch Schiffsbewegungen daran hindern, dass die eigene Linie durchbrochen wird
- Eine Meerenge durch Schiffsbewegungen decken, um dadurch den Durchzug einer feindlichen Flotte zu verhindern
- Einen Konvoi durch Schiffsbewegungen durch eine Meerenge führen
- Ein Geschwader durch eine durch feindliche Schiffe verteidigte Meeresenge führen
- Die in Gefechte verwickelte Lee-Flotte zum Rückzug bewegen
- Mit schwachen Luv-Flottenteilen eine stärkere Lee-Flotte angreifen

Mit der Entwicklung und dem Ausbau der windunabhängigen Dampfschifffahrt Mitte des 19. Jahrhunderts und damit einhergehenden Vorteilen gegenüber der windabhängigen Segelschifffahrt wurden Evolutionen, wie sie im Segelschiffzeitalter üblich waren, schließlich obsolet und wichen moderneren Manövern.